# Squatina occulta
Squatina occulta är en hajart som beskrevs av Vooren och da Silva 1992. Squatina occulta ingår i släktet Squatina och familjen havsänglar. Inga underarter finns listade i Catalogue of Life.